# Catedral de Birmingham
A Catedral de São Filipe ou  Catedral de Birmingham (Cathedral Church of Saint Philip, em inglês) é um templo da Igreja Anglicana em Birmingham, sendo a sede do Bispo local. Construída como paróquia, a catedral foi consagrada em 1715, projetada por Thomas Archer em estilo barroco.

## História
A Igreja de São Filipe foi construída no século XVIII para suprir a demanda populacional da região. As terras onde se encontra a catedral, um dos pontos mais elevados da região de Birmingham, foram doadas por Robert Philips em 1710. Após um Ato do Parlamento, a igreja passou e ser construída e apenas cinco anos depois seria consagrada catedral em honra  de São Filipe, o apóstolo.
Toda a igreja foi projetada por Thomas Archer e foi, provavelmente, uma de suas primeiras obras religiosas.

## Arquitetura
A Catedral de Birmingham, construída entre 1711 e 1715, teve a torre concluída em 1725. Como Archer visitou a cidade de Roma, é provável que tenha se inspirado nas igreja de Francesco Borromini e na arquitetura de Christopher Wren. A catedral têm o formato de Igreja-salão, sendo que o altar e a nave são separados por pilares em ordem toscana.
No exterior, predominam as grandes janelas entre as pilastras e a única torre sineira.